# كرايغ أكيرمان
كرايغ أكيرمان (بالإنجليزية: Craig Ackerman)‏ هو صحفي رياضي أمريكي، ولد في 27 أغسطس 1974.